# Wilczek Ernő
Wilczek Ernő (Kaposvár, 1883. május 6. – Budapest, 1950. május 13.) magyar gépészmérnök.
1905-ben diplomázott a Budapesti Műszaki és Gazdaságtudományi Egyetemen, majd több cégnél dolgozott Franciaországban és Angliában elsősorban mint egyen- és váltakozó áramú generátorok szerkesztője. 1910-ben a Ganz-féle Villamossági Gyár szolgálatába lépett, s 1933-ban történt nyugalomba vonulásáig ott dolgozott, előbb mint a gépszámítási, utóbb mint a géptervezési osztály vezetője.
Bláthy Ottó Titusz belső munkatársa volt. Tudományos-műszaki tevékenységéért 1920-ban Zipernowsky jubileumi díjat nyert. Értékes tevékenységet fejtett ki a szabványosítás terén. 1938-tól a Szabványbizottság elnöke, 1949-től a Magyar Szabványügyi Intézet igazgatóhelyettese volt. Az Elektrotechnika című szakfolyóiratnak 1919-től szerkesztője, majd főszerkesztője. Nagyszámú tanulmánya jelent meg hazai és külföldi szakfolyóiratokban.

## Főbb művei
- Adatok az egyenáramú turbógenerátorok elméletéhez (Budapest, 1916)
- Villamossági Zsebkönyv (Budapest, 1936, második kiadása a Villamossági Kézikönyv, Gohér Mihállyal és Lenkei Andorral, Budapest, 1943)